# Seouls nationella universitet
Seouls nationella universitet (förkortning SNU; koreanska 서울대학교 Seoul Daehakgyo, i dagligt tal Seouldae) är ett statligt universitet i Seoul i Sydkorea. Universitetet grundades officiellt 1946 efter sammanslagningen av 10 olika skolor. Universitetets organisation har fungerat som en modell för många andra universitet i Sydkorea. 
Seouls nationella universitet har ett brett utbildningsprogram med cirka 28 000 studenter. Seouls nationella universitet har i dag två campus i Seoul: Huvudcampuset ligger uppe på berget Gwanaksan i stadsdistriktet Gwanak-gu i stadens södra del. Den medicinska fakulteterna ligger i Jongno som ligger norr om Hanfloden där hela universitetet fram till 1975 var placerat. En känd tidigare student är Ban Ki-moon.
Lärosätet rankades på 63:e plats i världen i Times Higher Educations ranking av världens främsta lärosäten 2019.

## Institutioner
SNU är uppdelat i sexton olika institutioner och erbjuder 83 olika kandidatprogram och 99 master- och doktorprogram.
- College of Humanities
- College of Social Sciences
- College of Natural Sciences
- College of Agriculture and Life Sciences
- College of Business Administration
- College of Education
- College of Engineering
- College of Fine Arts
- College of Human Ecology
- College of Liberal Studies
- College of Medicine
- College of Music
- College of Nursing
- College of Pharmacy
- College of Veterinary Medicine